# Carlo Maratta
Carlo Maratta eller Maratti (født 13. maj 1625 i Camerano, Marc Ancona, død 15. december 1713 i Rom) var en italiensk maler og raderer.
Han var elev af Andrea Sacchi, videreuddannet ved studiet af Rafaels og Carracci'ernes og Guido Renis værker. Maratta regnedes i sin tid for en af Europas førende malere og stod efter Sacchis død som  hovedmesteren for den (yngre) romerske skole (Ludvig XIV gav ham titlen af hofmaler, paven hædrede ham med Kristusordenen). Beundringen for Marattis kunst er siden dalet, om man end bestandigt anerkender de fortrin, hans kunst har ved en rolig, akademisk form. Hans restaurering af Rafaels Stanzer i Vatikanet, en opgave, som pave Clemens XI overdrog ham (1702-03), har eftertiden ikke dømt så gunstig om som hans egen samtid.
Af Marattas talrige værker kan nævnes fra Italien: Assunta med fire kirkefædre (Santa Maria del Popolo, Rom), Kristi dåb (Santa Maria degli Angeli, Rom), Den hellige Karl i glorien (San Carlo al Corso, Rom), Den hellige Blasuis' martyrium (Santa Maria di Carignano, Genova), Madonna med det sovende barn (Palazzo Doria-Pamphilij, Rom) og La Pittura (Palazzo Corsini, Rom). Uden for Italien er Maratta repræsenteret i så godt som alle større samlinger, således i Braunschweig, Bryssel, Kassel, Dresden (bl.a. Den hellige nat), London, Madrid (Hagar og Ismael), München (Johannes på Patmos), Paris (Den hellige Katharinas trolovelse og Selvportræt) og Wien (Fremstillingen i Templet). Det værdifuldeste af Marattas kunst er hans fortrinlige portrætter, således portrættet af en ung mand i Gemäldegalerie i Berlin og Clemens IX's portræt i Rospigliosisamlingen i Rom.
På Statens Museum for Kunst er Maratta repræsenteret ved to billeder: Flugten til Ægypten og Hyrdernes tilbedelse. Af Marattas raderinger findes størstedelen i Kobberstiksamlingen i København, deriblandt hans store radering (i to blade) efter Rafaels Heliodors udjagelse, efter Annibale Carracci: Kristus og samaritanerinden, endelig en række originalraderinger med Madonnafremstillinger. 